# Бойцова, Татьяна Ивановна
Татьяна Ивановна Бойцова (род. 1951) — советский и российский искусствовед и преподаватель. Член Союза художников СССР (с 1982). Ответственный секретарь Тверского регионального отделения СХ СССР—СХР (1979—2005). Почётный член РАХ (2018).  Заслуженный деятель искусств Российской Федерации (1999).

## Биография
Родилась 29 июля 1951 года в Рамешковском районе Калининской области.
С 1974 по 1979 год обучалась на факультете истории и теории искусств Ленинградского института живописи, скульптуры и архитектуры имени И. Е. Репина, проходила обучение у таких искусствоведов и профессоров как И. А. Бартенев, А. Г. Верещагина, А. Л. Пунин, Н. Н. Никулин, Р. И. Власова, А. Н. Савинов, В. Д. Лихачёва, Ц. Г. Нессельштраус и В. И. Раздольская.
С 1979 по 2005 год — ответственный секретарь Тверского регионального отделения и одновременно с 1984 по 2015 и с 2020 года — член Правления и председатель комиссии по искусствоведению Тверского регионального отделения Союза художников России. С 1995 года — член Совета по народным художественным промыслам при губернаторе Тверской области и с 1999 по 2000 года его доверенное лицо. С 1998 по 2003 год являлась куратором Русской галереи при Посольстве России в Эстонии. С 2006 по 2012 год — консультант отдела искусства «Литературной газеты». С 2012 года по 2020 — член Комиссии по монументальному искусству Московской городской думы. С 2005 года начальник отдела информации, и с 2009 года член ряда комиссий Союза художников России, в том числе по скульптуре, по искусствоведению и критике, по выставочной работе и по храмовому искусству. Помимо основной деятельности занималась и педагогической работой: с 1984 по 1986 год — преподаватель истории костюма и техники сцены Тверского училища искусств имени Н. А. Львова, с 1992 по 1995 год преподаватель истории искусства в Тверской городской художественной школе искусств, и с 2002 по 2003 год на ФПК в Тверском государственном университете.
В 1982 году Т. И. Бойцова становится членом Союза художников СССР. В 2016 году становится действительным членом Петровской академии наук и искусств, а в 2018 году была удостоена почётного звания —
Почётный член РАХ. 
Т. И. Бойцова является автором более двухсот пятидесяти публикаций, в том числе монографий и статей в академических научных сборниках и журналах, была автором тридцати четырёх  докладов на всероссийских и международных научных конференциях по вопросам изобразительного искусства.
6 декабря 1999 года Указом Президента России «За заслуги в области искусства» Т. И. Бойцова была удостоена почётного звания Заслуженный деятель искусств Российской Федерации.

## Награды
- Заслуженный деятель искусств Российской Федерации (1 апреля 1999) — за заслугив области искусства[5]
- Серебряная медаль РАХ (2017)[2]
- Медаль ордена «За заслуги перед Отечеством» II степени (3 января 2024) — за большие заслуги в области отечественной культуры и искусства, многолетнюю плодотворную творческую деятельность[6]